# Sozialepidemiologie
Sozialepidemiologie ist die interdisziplinäre epidemiologische Forschung über soziale Verteilung und soziale Bedingungen von Gesundheit.

Soziale Einflussfaktoren wie Armut, Geschlecht (Gender) und Rasse werden als Krankheitsursachen untersucht.
So ließ sich zum Beispiel feststellen, das in Amerika die Kluft zwischen armen und reichen Gesellschaftsschichten bei der Lebenserwartung 20 Jahre beträgt.  Es lässt sich zudem global ein direkter Zusammenhang zwischen AIDS und Armut empirisch belegen, auch wenn eine virologische Erklärung näher läge. 

Es besteht eine Nähe des Begriffes zur Forschung der Sozialpathologie innerhalb der Sozialmedizin. Zentral ist hier wiederum die umgekehrte Fragestellung, wie Menschen entlang von Machtdiskursen und regulierenden Idealen als psychisch „krankhaft“ markiert werden (Pathologisierung), wie am Beispiel der Transvestiten. 

Seit den 80er Jahren verbindet die sozialepidemiologische Forschung medizinische sowie sozialwissenschaftliche Methoden.
Ziel ist es, gesundheitliche Belastungen und soziale Benachteiligungen abzubauen. Deswegen werden Effekte von politischen Präventions- und Gesundheitsförderungsmaßnahmen bewertet und Interventionsmöglichkeiten erörtert.